# Canterbury (álbum)
Canterbury es el tercer álbum de Diamond Head . El álbum fue grabado y lanzado en 1983, alcanzando el número 32 en la lista de álbumes del Reino Unido.

## Información sobre el álbum
Este álbum fue titulado originalmente Making Music (después de la primera pista en el álbum), pero más tarde se convirtió en Canterbury. El éxito de este álbum fue detenido inicialmente por el hecho de que las primeras 20 000 copias en vinilo sufrió problemas apremiantes.
Además, este álbum fue un intento de la banda para demostrar que podía escribir algo más que canciones de heavy metal. Sin embargo, muchos fanes querían más pesado de seguimiento al registro anterior, Borrowed Time y no le gustaba la dirección progresista.
Este fue también el primer álbum que no cuentan con Duncan Scott y Kimberly Colin , debido a la presión de la MCA que los sacaron de la banda. Mervyn Goldsworthy y Robbie France llegó en el bajo y la batería respectivamente.
La canción "Knight of the Swords" es sobre el dios Arioc de las historias de Michael Moorcock Elric.
Este álbum fue lanzado solamente en CD en Japón por lo que es un objeto de colección de alta. Aunque el 15 de octubre de 2007 fue lanzado por Metal Mind Productions en formato CD, con bonus tracks. Sin embargo, esto fue limitado a 2000 copias.

## Lista de canciones
Todas las canciones fueron escritas por Brian Tatler y Sean Harris

Todas las canciones escritas y compuestas por Sean Harris y Brian Tatler. 
| N.º | Título                 | Duración |  |
| 1.  | «Makin 'Music»         | 3:51     |  |
| 2.  | «Out of Phase»         | 3:32     |  |
| 3.  | «The Kingmaker»        | 4:12     |  |
| 4.  | «One More Night»       | 4:11     |  |
| 5.  | «To the Devil His Due» | 6:02     |  |
| 6.  | «Knight of the Swords» | 6:53     |  |
| 7.  | «Ishmael»              | 4:01     |  |
| 8.  | «I Need Your Love»     | 3:03     |  |
| 9.  | «Canterbury»           | 4:58     |  |

### 2007 CD bonus tracks reedición
Todas las canciones escritas y compuestas por Sean Harris and Brian Tatler. 
| N.º | Título                                                      | Duración |  |
| 10. | «Makin 'Music" [versión extendida]»                         | 6:08     |  |
| 11. | «Sucking My Love (Live)»                                    | 9:08     |  |
| 12. | «Andy Peebles entrevista [incluyendo To the Devil His Due]» | 15:58    |  |

## Alineación
- Sean Harris - Voz
- Brian Tatler - guitarra
- Mervyn Goldsworthy - bajo
- Robbie France - batería

- Datos: Q1408757